# 岐阜ファミリーパーク野球場
岐阜ファミリーパーク野球場は、岐阜県岐阜市の岐阜ファミリーパーク内にある野球場。
かつては「岐阜北野球場」と呼ばれていた。

## 歴史
1983年8月開場。岐阜市の野球場で唯一、硬式野球での利用が可能となっている。岐阜市内の公営野球場は県が運営するメモリアルセンター内の長良川球場とこのファミリーパーク野球場の2球場のみで、ファミリーパーク野球場では高校野球の公式戦も開催されている。平成21年4月より、財団法人岐阜市みどりのまち推進財団・株式会社岐阜造園・株式会社立花園で構成する岐阜市公園緑地管理共同事業体が指定管理者として運営管理を行っている。

## 施設概要
- グラウンド面積：12,800m2
- 両翼：97m、中堅：122m
- 内野：クレー舗装、外野：天然芝
- スコアボード：電光掲示板(球速表示あり)
- 照明設備：なし
- 収容人員：6,000人（ネット裏：ベンチ席、一・三塁側：コンクリート階段、外野：芝生4,200人）

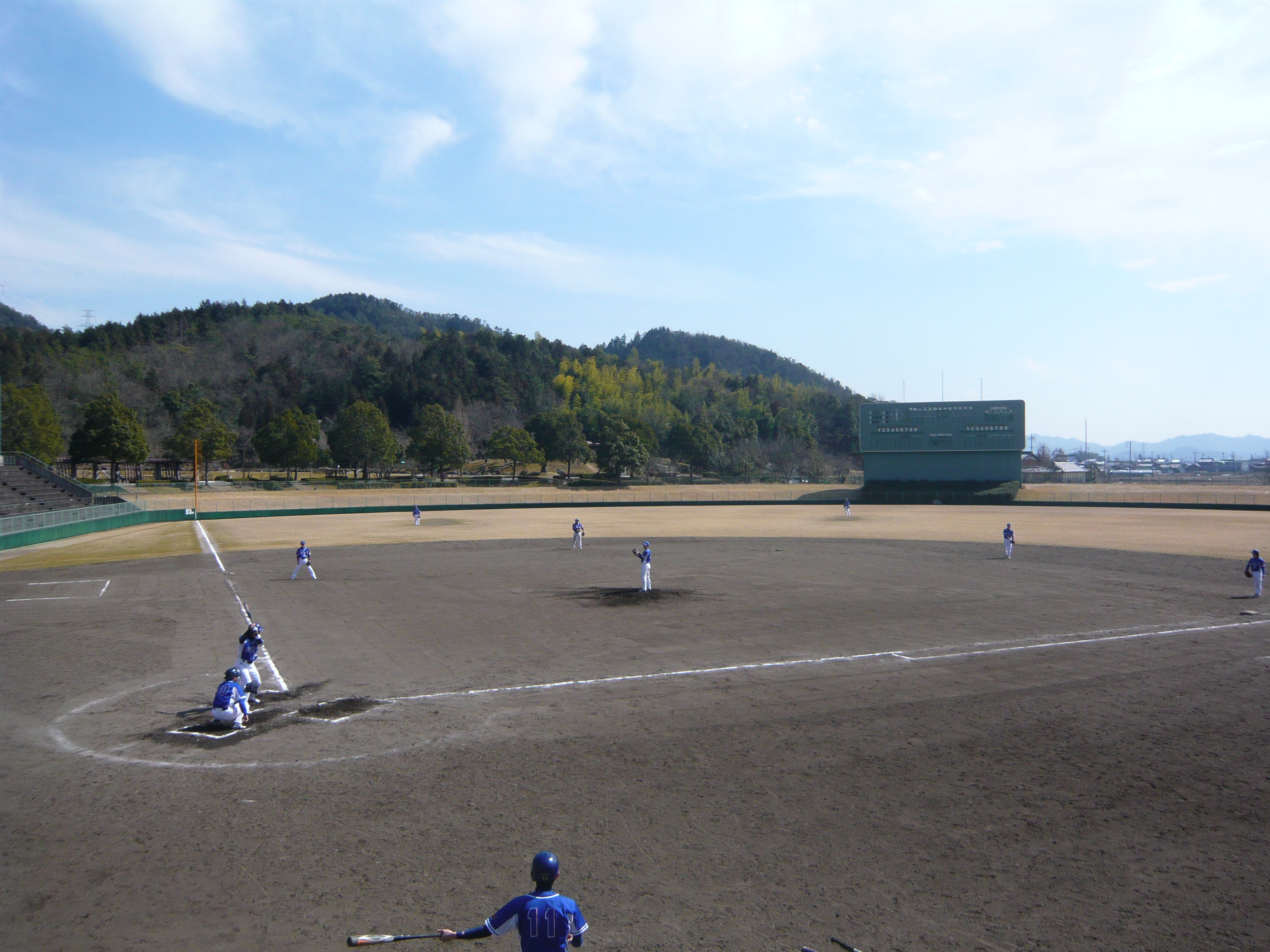
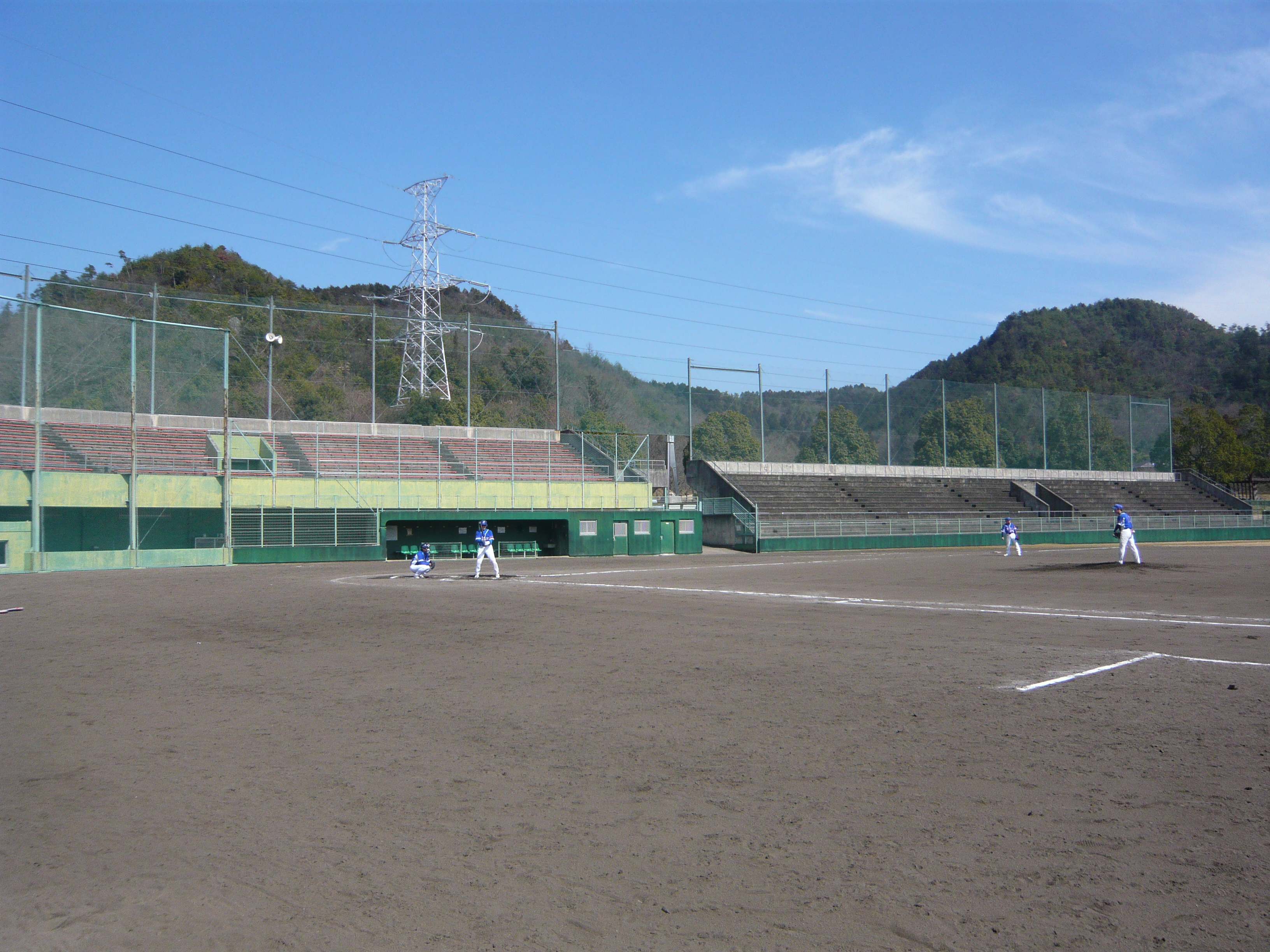
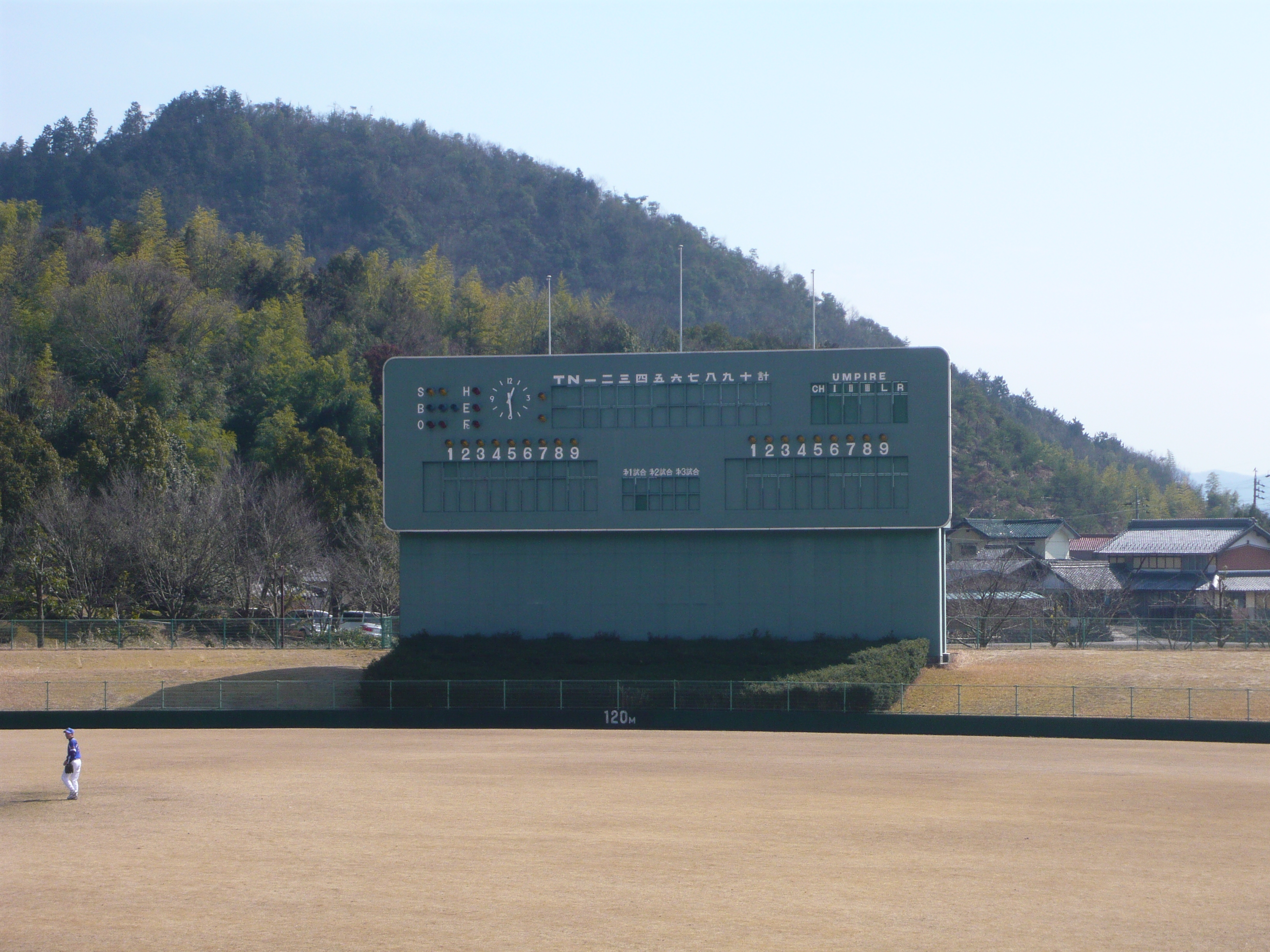
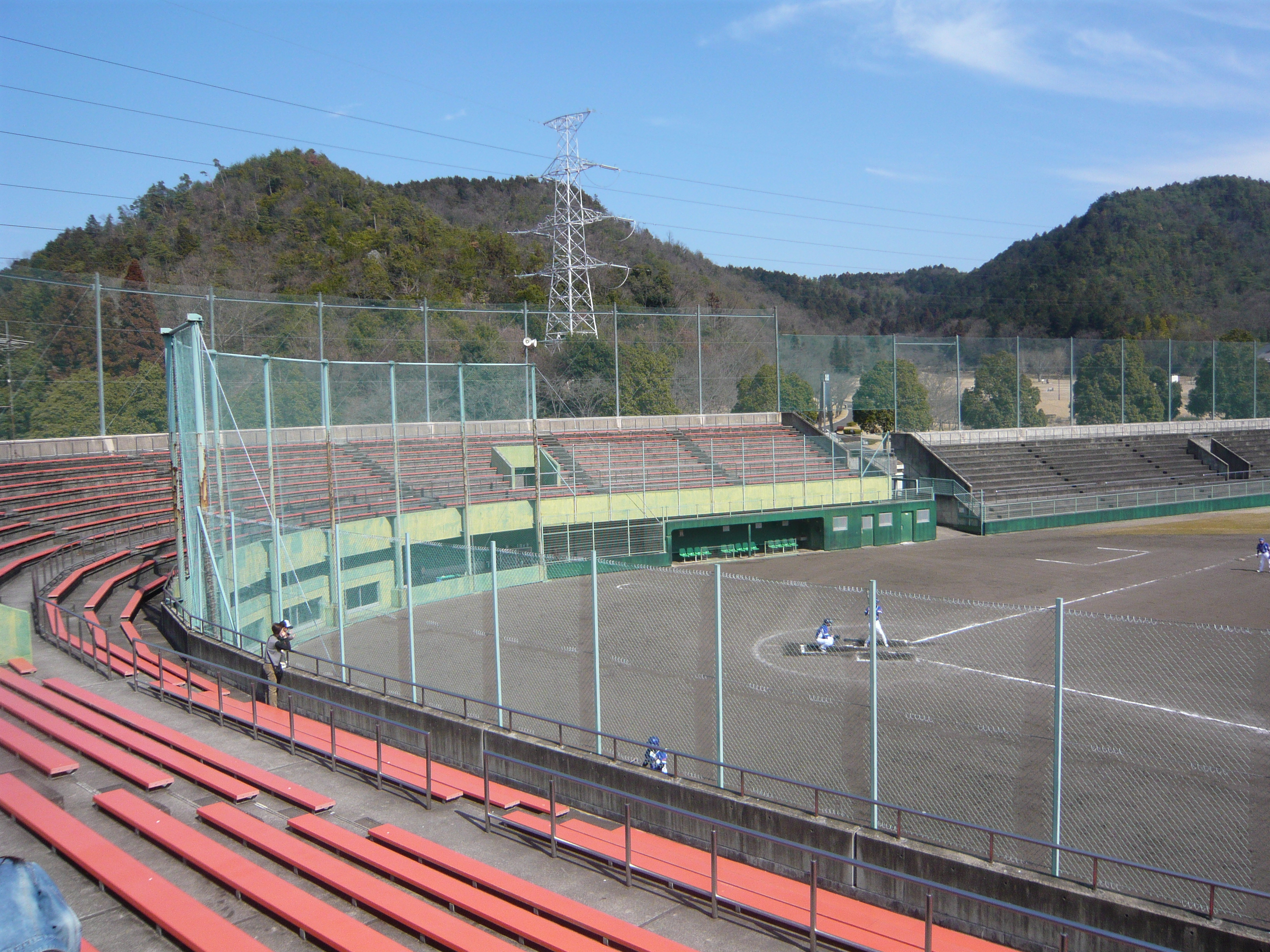

## 交通
- 岐阜駅・名鉄岐阜駅から岐阜バス「高美線」で「北野」下車後徒歩約25分 約2km
- 岐阜駅・名鉄岐阜駅からタクシー約30分
- 東海環状自動車道「関広見IC」より約10分
- 東海北陸自動車道「関IC・美濃IC」より約15分
- 岐阜三輪PA/スマートICを降りてすぐ(ETC装着車のみ)。